# Szving (zene)
A szving vagy swing (más nevén swing jazz) a jazz egyik műfaja, ami a harmincas évek elején alakult ki, és 1935-re meghatározó stílus lett az Amerikai Egyesült Államokban.

## A swing jellemzői
A swing erőteljes ritmusszekciója nagybőgőből és dobokból áll, ez adja a kíséretet a rézfúvós (trombita és harsona), a fafúvós (szaxofon és klarinét) illetve néha a húros (hegedű vagy gitár) hangszereknek. A zene tempója általában közepestől gyorsig terjed, s jellemzőek a swinges (nyújtott, triolás) nyolcadok. A swing együttesekben legtöbbször szerepel egy szólista, aki a hangszerelt részekre improvizál. A táncolható swing (olyan zenekarvezetők vezetésével, mint Benny Goodman és Count Basie) volt az amerikai populáris zene legdominánsabb formája 1935 és 1945 között.

## Big band
A big band egy bizonyos jazz-zenekarra utal, ami a swingkorszak idején gyakori volt Amerikában. A big band formátum napjainkban is fellelhető. Általában 12-25 zenész játszik egy ilyen zenekarban, szaxofonosok, trombitások, harsonások, énekesek és egy ritmusszekció.
A kisebb jazzbandáktól eltérően (ahol általában a zene inkább improvizált és spontán) a big band-zene nagyrészt meghangszerelt, a zenészek kottából játszanak, de improvizált szólók is teret kapnak.

## A korszak fontos zenészei
Zenekarvezetők:
Artie Shaw,
Benny Goodman,
Cab Calloway,
Count Basie,
Chick Webb,
Tommy és Jimmy Dorsey,
Duke Ellington,
Glenn Gray,
Erskine Hawkins,
Fletcher Henderson,
Tiny Hill,
Earl Hines,
Gene Krupa,
Glenn Miller,
Gloria Parker,
Harry James,
Louis Prima,
Ella Fitzgerald,
Louis Jordan,
Hal Kemp,
Kay Kyser,
Buddy Rich,
Fred Rich,
Jack Teagarden,
Les Brown,
Charlie Barnet,
Fats Waller,
Art Tatum
Ének:
The Andrews Sisters,
Frank Sinatra,
Billie Holiday,
Dean Martin
Klarinét:

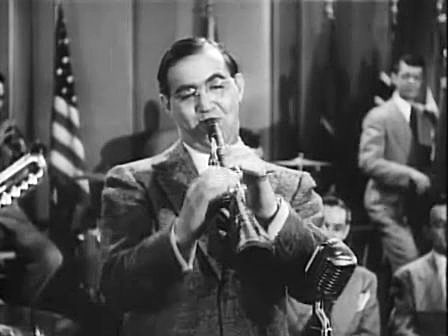
Benny Goodman

Benny Goodman, Artie Shaw, Peanuts Hucko
Szaxofon:
Coleman Hawkins, Johnny Hodges, Lester Young, Sam Butera, Charlie Barnet, Jimmy Dorsey, Glen Gray.
Trombita:
Louis Armstrong, Harry James, Cootie Williams, Roy Eldridge, Harry Edison, Louis Prima, Hot Lips Page
Harsona:
Tommy Dorsey, Jack Teagarden, Glenn Miller, Fred Rich
Nagybőgő:
Jimmy Blanton, Milt Hinton, John Kirby, Walter Page, Slam Stewart
Vibrafon:
Lionel Hampton, Red Norvo
Marimba:
Gloria Parker
Zongora:
Duke Ellington, Count Basie, Earl Hines, Art Tatum, Teddy Wilson, Jelly Roll Morton, Fats Waller, Jess Stacy, Nat Jaffe
Dob:
Sonny Greer, Gene Krupa, Buddy Rich, Chick Webb
Gitár:
Charlie Christian, Freddie Green, Oscar Alemán, Django Reinhardt
Hegedű:
Joe Venuti, Eddie South, Ray Nance, Stéphane Grappelli, Svend Asmussen
Harmonika:
Art Van Damme, John Serry

## A műfaj újraszületése
Az egyik első olyan csapat, amelyik megpróbálta a szving stílust feléleszteni, a holland The Star Sisters énektrió volt, 1983-ban. 1990 után Harry Connick, jr. adott ki számos szving stílusú albumot, őt Michael Bublé követte a 2010-es években. Magyarországon többek között a Hot Jazz Band és Gájer Bálint ad elő autentikus szving zenét.

## Swing revival
A swing revival a kilencvenes évekre és a korai 2000-es évekre jellemző titulus, mikor a swing és big band muzsika ismét reflektorfénybe került. A swing revival általában egy fúzió a tradicionális swing és a rock and roll, a rockabilly, vagy a ska közt. Sokszor neo-swingnek vagy retro swingnek is nevezik. Az egyik legismertebb neo-swing zenekar a Brian Setzer Orchestra.

## Fordítás
Ez a szócikk részben vagy egészben  a   Swing című angol Wikipédia-szócikk fordításán alapul.  Az eredeti cikk szerkesztőit annak laptörténete sorolja fel. Ez a jelzés csupán a megfogalmazás eredetét és a szerzői jogokat jelzi, nem szolgál a cikkben szereplő információk forrásmegjelöléseként.